# Karácsony János (festő)
Karácsony János (Gyergyószentmiklós, 1899. július 27. – Gyergyószentmiklós, 1974. május 31.) romániai magyar festőművész, tanár.

## Életpályája
Gimnáziumi éveit Szamosújváron töltötte. Frontszolgálat, hadifogság, gyári munka után, 1931-ben beiratkozott a nagybányai festőiskolába, ahol Ziffer Sándor volt a mestere.
1945–1959 között Gyergyószentmiklós Elméleti Líceumának rajztanára. Tájképeket festett, de tehetségét a figurális ábrázolás terén is megmutatta. Festési technikája nagy változatosságot mutat, tempera-, olajképekben, majd a még lendületesebb akvarelleken ábrázolta szülőföldjének tájait. 1941-ben belépett a Barabás Miklós Céhbe és annak kiállító művésze lett. Az 1960-as években összefogott Szervátiusz Jenő szobrászművésszel, s megszervezték vándorkiállításaikat Gyergyószentmiklóson, Székelyudvarhelyen, Székelykeresztúron, Sepsiszentgyörgyön és Csíkszeredában.
Egész akvarellfestői pályája egyetlen tájegység, a Gyergyói-medence ember- és élővilágához kötődik. Szerény, visszavonult, finom művészlélek volt, rajztanárságának tanúi jobban ismerték s emlékeznek rá, mint a művészeti élet szereplői. Munkásságáról nem jelent meg monografikus feldolgozás. Hagyatéka a gyergyószentmiklósi Karácsony János Galériába került. A múzeumban található Karácsony János képek a festő emlékét őrzik, a szülőföldhöz kapcsolódó kötöttséget tárják fel.

## Művei (válogatás)
- Gyimes völgye (tájkép),
- Maros mente,
- Széltörés,
- Fűzfák,
- Őszi hangulat,
- Both vára,
- Önarckép,
- Táj fával[1]
- Pipacsok (csendélet)[2]
- Gyergyói házak, (diópác / papír 1930, magángyűjtemény)
- Mikulásvirág, (olaj / vászon 1935, magángyűjtemény)
- Gyergyói tél, (olaj / vászon 1942, magángyűjtemény)
- A hegyekben, (aquarell / papír 1967, magángyűjtemény)
- Erdélyi táj, (aquarell / papír 1970, magángyűjtemény)
- Gyilkos tó, (aquarell / papír 1972, magángyűjtemény)
- Tisza, (aquarell / papír 1972, magángyűjtemény)